# Crophius heidemanni
Crophius heidemanni är en insektsart som beskrevs av Van Duzee 1910. Crophius heidemanni ingår i släktet Crophius och familjen Oxycarenidae. Inga underarter finns listade i Catalogue of Life.